# Gotycyzm

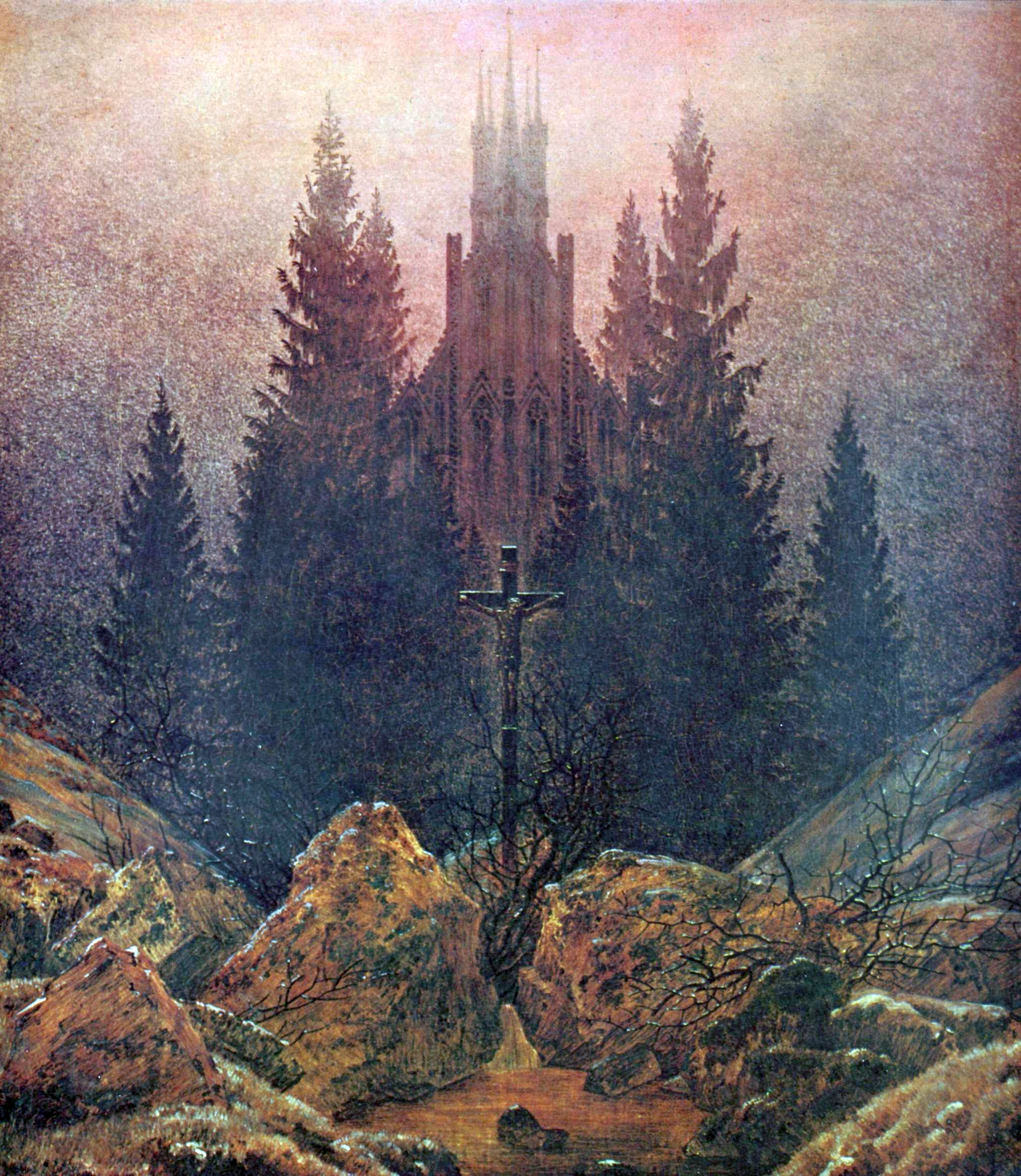
Gotycyzm w malarstwie Krzyż i katedra w Karkonoszach, obraz Caspara Davida Friedricha

Gotycyzm (ang. gothicism) – nurt kultury europejskiej, stanowiący jeden z jej przedromantycznych prądów. Dążył on do przywrócenia rangi i znaczenia utworom i budowlom pochodzącym ze średniowiecza. Prądowi nadano nazwę gotycyzmu, gdyż tradycje średniowieczne były wiązane przede wszystkim z gotyckim stylem architektonicznym.
Gotycyzm narodził się w latach 60. XVIII wieku w Wielkiej Brytanii. Postrzegany jest jako reakcja na oświecenie, jako nawrót do estetyki średniowiecza, wydobycie elementów irracjonalnych i emocjonalnych w zbyt zracjonalizowanej epoce XVIII wieku. Pierwszą powieścią gotycką w literaturze światowej była powieść grozy – Zamczysko w Otranto (1764, wydanie polskie w 1974) Horace’a Walpole’a. Podobne do obecnych na Wyspach Brytyjskich tendencje można znaleźć także w utworach francuskiego trubaduryzmu, który nawiązywał do dorobku i tradycji trubadurów, oraz niemieckiego  Sturm und Drang, np. w utworach Christiana Augusta Vulpiusa czy Gottfrieda Augusta Bürgera. Pojawienie się gotycyzmu w literaturze europejskiej spowodowało ożywienie w szwedzkim gotyzmie, który funkcjonował w tym skandynawskim państwie nieprzerwanie od czasów średniowiecza.
W Polsce gotycyzm rozwinął się w pierwszej połowie XIX wieku. Autorami powieści gotyckich byli m.in. Zygmunt Krasiński i Anna Mostowska.
Gotycyzm przejawił się także w architekturze, doprowadzając do powstania neogotyku. Wspomniany wyżej Horace Walpole zainicjował go przebudową swojej rezydencji Strawberry Hill. Ważnym elementem ruchu gotycystycznego było zainteresowanie średniowieczem w środowiskach wolnomularskich końca XVIII wieku i w XIX wieku.